# (30765) 1981 EJ48
(30765) 1981 EJ48 est un astéroïde de la ceinture principale aréocroiseur découvert en 1981.

## Description
(30765) 1981 EJ48 a été découvert le 6 mars 1981 à l'observatoire de Siding Spring, situé près de Coonabarabran, en Nouvelle-Galles du Sud, en Australie, par Schelte J. Bus.

### Caractéristiques orbitales
L'orbite de cet astéroïde est caractérisée par un demi-grand axe de 2,34 ua, un périhélie de 1,49 ua, une excentricité de 0,36 et une inclinaison de 21,79° par rapport à l'écliptique. Du fait de ces caractéristiques, à savoir un demi-grand axe inférieur à 3,2 ua et un périhélie compris entre 1,3 et 1,666 ua, il croise l'orbite de Mars et est classé, selon la JPL Small-Body Database, comme astéroïde aréocroiseur (aréo venant de Arès).

### Caractéristiques physiques
(30765) 1981 EJ48 a une magnitude absolue (H) de 15,6 et un albédo estimé à 0,035.